# Fodbold i 2014
Det følgende er planlagte begivenheder for fodbold i året 2014 over hele verden.

## Begivenheder

### Herrelandshold
- 25. december 2013 – 7. januar: WAFF Championship 2014
  -  Guld  Qatar
  -  Sølv  Jordan
  -  Bronze  Bahrain
  - 4.  Kuwait
- 11. januar - 1. februar: African Nations Championship 2014
  -  Guld  Libyen
  -  Sølv  Ghana
  -  Bronze  Nigeria
  - 4.  Zimbabwe
- 29. - 31. maj: Baltic Cup 2014 i Letland
  -  Guld  Letland
  -  Sølv  Litauen
  -  Bronze  Finland
  - 4.  Estland
- 19. - 30. maj: AFC Challenge Cup 2014 i Maldiverne
  -  Guld  Palæstina
  -  Sølv  Filippinerne
  -  Bronze  Maldiverne
  - 4.  Afghanistan
- 12. juni – 13. juli: FIFA World Cup 2014 i Brasilien for anden gang.
  -  Guld  Tyskland (4. titel)
  -  Sølv  Argentina
  -  Bronze  Holland
  - 4.  Brasilien
- 3. – 13. september: Copa Centroamericana 2014 i USA
  -  Guld  Costa Rica
  -  Sølv  Guatemala
  -  Bronze  Panama
  - 4.  El Salvador
- 14. september – 3. oktober: Asian Games 2014 i Incheon, Sydkorea
  -  Guld  Sydkorea
  -  Sølv  Nordkorea
  -  Bronze  Irak
  - 4th  Thailand
- 10. – 18. november: Caribbean Cup 2014 i Jamaica
  -  Guld  Jamaica
  -  Sølv  Trinidad og Tobago
  -  Bronze  Haiti
  - 4.  Cuba
- 19. – 28. november: Central American and Caribbean Games 2014 i Veracruz, Mexico
  -  Guld  Mexico
  -  Sølv  Venezuela
  -  Bronze  Cuba
  - 4.  Honduras
- 22. november – 20. december: AFF Cup 2014
  -  Guld  Thailand
  -  Sølv  Malaysia

#### Ungdom
- 11.- 26. januar 2014: AFC U-22 Championship 2014
  -  Guld  Irak
  -  Sølv  Saudi-Arabien
  -  Bronze  Jordan
  - 4.  Sydkorea
- 7. - 21. maj: U-17 Europamesterskaberne i fodbold 2014 på Malta
  -  Guld  England
  -  Sølv  Holland
- 19. - 31. juli: U-19 Europamesterskaberne i fodbold 2014 i Ungarn
  -  Guld  Tyskland
  -  Sølv  Portugal
- 14. – 27. august: Summer Youth Olympics 2014 i Kina
  -  Guld  Peru
  -  Sølv  Sydkorea
  -  Bronze  Island
  - 4.  Kap Verde
- 6. – 20. september: U-16 Asienmesterskaberne i fodbold 2014 i Thailand
  -  Guld  Nordkorea
  -  Sølv  Sydkorea
- 9. – 23. oktober: U-19 Asienmesterskaberne i fodbold 2014 i Myanmar
  -  Guld  Qatar
  -  Sølv  Nordkorea

### Kvindelandshold
- 15. marts – 5. april: FIFA U-17 Women's World Cup 2014 i Costa Rica.
  -  Guld  Japan
  -  Sølv  Spanien
  -  Bronze  Italien
  - 4.  Venezuela
- 15. april – 19. april: WAFF Women's Championship 2014
  -  Guld  Jordan
  -  Sølv  Palæstina
  -  Bronze  Bahrain
  - 4.  Qatar
- 5. – 24. august: U/20 VM i fodbold for kvinder 2014 i Canada.
  -  Guld  Tyskland
  -  Sølv  Nigeria
  -  Bronze  Frankrig
  - 4.  Nordkorea
- 19. – 28. november: Central American and Caribbean Games 2014 i Veracruz, Mexico
  -  Guld  Mexico
  -  Sølv  Colombia
  -  Bronze  Costa Rica
  - 4.  Venezuela
- 14. – 27. august: Summer Youth Olympics 2014 i Kina
  -  Guld  Kina
  -  Sølv  Venezuela
  -  Bronze  Mexico
  - 4.  Slovakiet

## Nyheder
Tekst mangler, hjælp os med at skrive teksten

## Datoer for landskampe
Skemalagte datoer for internationale kampe efter den internationale kamp kalender. Også kendt som FIFA's Internationale Datoer.
- 5. marts
- 20. august
- 6–10. september
- 11–15. oktober
- 19. november

## Kontinentale klubmestre

### Mænd
| Region                                        | Turnering                         | Forsvarende mester   | Mester                                       | Titel | Sidste sejr                |
| --------------------------------------------- | --------------------------------- | -------------------- | -------------------------------------------- | ----- | -------------------------- |
| AFC (Asien)                                   | AFC Champions League 2014         | Guangzhou Evergrande | Western Sydney Wanderers                     | 1.    | —                          |
| AFC (Asien)                                   | AFC Cup 2014                      | Kuwait SC            | Qadsia SC                                    | 1.    | —                          |
| AFC (Asien)                                   | AFC President's Cup 2014          | Balkan               | HTTU Asgabat                                 | 1.    | —                          |
| CAF (Afrika)                                  | CAF Champions League 2014         | Al-Ahly              | ES Sétif                                     | 2.    | 1988                       |
| CAF (Afrika)                                  | CAF Confederation Cup 2014        | Sfaxien              | Al-Ahly                                      | 1.    | —                          |
| CAF (Afrika)                                  | CAF Super Cup 2014                | Al-Ahly              | Al-Ahly                                      | 6.    | CAF Super Cup 2013         |
| CONCACAF (Nord og Centralamerika og Caribien) | CONCACAF Champions League 2013–14 | Monterrey            | Cruz Azul                                    | 6.    | 1997                       |
| CONCACAF (Nord og Centralamerika og Caribien) | CFU Club Championship 2014        | Caledonia AIA        | Bayamón F.C. Waterhouse F.C. Alpha United FC | 3. 1. | CFU Club Championship 2011 |
| CONMEBOL (Sydamerika)                         | Copa Libertadores 2014            | Atlético Mineiro     | San Lorenzo                                  | 1.    | —                          |
| CONMEBOL (Sydamerika)                         | Copa Sudamericana 2014            | Lanús                | River Plate                                  | 1.    | —                          |
| CONMEBOL (Sydamerika)                         | Recopa Sudamericana 2014          | Corinthians          | Atlético Mineiro                             | 1.    | —                          |
| OFC (Oceanien)                                | OFC Champions League 2013–14      | Auckland City        | Auckland City                                | 6.    | 2012–13                    |
| UEFA (Europa)                                 | UEFA Champions League 2013-14     | Bayern München       | Real Madrid                                  | 10.   | 2001–02                    |
| UEFA (Europa)                                 | UEFA Europa League 2013-14        | Chelsea              | Sevilla                                      | 3.    | 2006–07                    |
| UEFA (Europa)                                 | UEFA Super Cup 2014               | Bayern München       | Real Madrid                                  | 2.    | 2002                       |
| UAFA (Arabiske stater)                        | UAFA Club Cup 2013-14             | USM Alger            | Aflyst                                       | N.A.  | N.A.                       |
| UAFA (Arabiske stater)                        | GCC Champions League 2014         | Baniyas              | Al-Nasr SC                                   | 1.    | —                          |
| FIFA (Verden)                                 | FIFA Club World Cup 2014          | Bayern München       | Real Madrid                                  | 1.    | —                          |

### Kvinder
| Region                | Turnering                             | Forsvarende mester | Mester        | Titel | Sidste sejr |
| --------------------- | ------------------------------------- | ------------------ | ------------- | ----- | ----------- |
| CONMEBOL (Sydamerika) | Copa Libertadores Femenina 2014       | São José           | São José      | 3.    | 2013        |
| UEFA (Europa)         | UEFA Women's Champions League 2013-14 | VfL Wolfsburg      | VfL Wolfsburg | 2.    | 2012-13     |

## Hjemlige mesterskaber

### AFC Nationer

#### Mænd
| Nation                     | Turnering                                   | Mester                    | Titel | Sidste sejr |
| -------------------------- | ------------------------------------------- | ------------------------- | ----- | ----------- |
| Australien                 | A-League 2013-14                            | Brisbane Roar             | 2.    | 2010-11     |
| Forenede Arabiske Emirater | Arabiske Gulf League 2013-14                | Al Ahli                   | 6.    | 2008-09     |
| Hong Kong                  | HKFA RedMR First Division League 2013-14    | Kitchee SC                | 6.    | 2011-12     |
| Indien                     | I-League 2013-14                            | Bengaluru FC              | 1.    | —           |
| Iran                       | Iran Pro League 2013-14                     | Foolad                    | 2.    | 2004–05     |
| Kina                       | Chinese Super League 2014                   | Guangzhou Evergrande F.C. | 4.    | 2013        |
| Nepal                      | Martyr's Memorial A-Division League 2013-14 | Manang Marshyangdi Club   | 6.    | 2005–06     |
| Palæstina                  | Vestbreddens Premier League 2013-14         | Taraji Wadi Al-Nes        | 2.    | 2008–09     |
| Qatar                      | Qatar Stars League 2013-14                  | Lekhwiya SC               | 3.    | 2011–12     |
| Saudi Arabien              | Saudi Professional League 2013-14           | Al-Nassr FC               | 7.    | 1994-95     |

#### Kvinder
| Nation     | Turnering        | Mester            | Titel | Sidste sejr |
| ---------- | ---------------- | ----------------- | ----- | ----------- |
| Australien | W-League 2013-14 | Melbourne Victory | 1.    | —           |

### CAF Nationer

#### Mænd
| Nation   | Turnering                       | Mester   | Titel | Sidste sejr |
| -------- | ------------------------------- | -------- | ----- | ----------- |
| Tunesien | Ligue Professionnelle 1 2013-14 | ES Tunis | 26.   | 2011-12     |

### CONCAFCAF Nationer

#### Mænd
| Nation                | Turnering                             | Mester          | Titel | Sidste sejr |
| --------------------- | ------------------------------------- | --------------- | ----- | ----------- |
| Antigua & Barbuda     | 1. division 2013-14                   | SAP FC          | 4.    | 2008-09     |
| Honduras              | Liga Nacional 2013-14                 | Olimpia         | 27.   | 2012-13     |
| Jamaica               | National Premier League 2013-14       | Waterhouse F.C. | 3.    | 2005-06     |
| Nicaragua             | Primera División de Nicaragua 2013-14 | Diriangén FC    | 26.   | 2005-06     |
| Turks- og Caicosøerne | WIV Provo Premier League 2014         | AFC Academy     | 2.    | 2009-10     |

### CONMEBOL nationer

#### Mænd
| Nation    | Turnering                           | Mester               | Titel | Sidste sejr       |
| --------- | ----------------------------------- | -------------------- | ----- | ----------------- |
| Argentina | Primera División Final 2014         | River Plate          | 36.   | Clausura 2008     |
| Argentina | Primera División Transición 2014    | Racing Club          | 17.   | Clausura 2002     |
| Bolivia   | Liga Profesional Clausura 2014      | Universitario        | 2.    | Apertura 2008     |
| Bolivia   | Liga Profesional Apertura 2014      | Bolívar              | 25.   | Clausura 2013     |
| Brasilien | Campeonato Brasileiro Série A 2014  | Cruzeiro             | 4.    | 2013              |
| Chile     | Primera División Clausura 2014      | Colo-Colo            | 30.   | Clausura 2009     |
| Chile     | Primera División Apertura 2014      | Universidad de Chile | 17.   | Apertura 2012     |
| Colombia  | Primera A Apertura 2014             | Atlético Nacional    | 14.   | Finalización 2013 |
| Colombia  | Primera A Finalización 2014         | Santa Fe             | 8.    | Apertura 2012     |
| Ecuador   | Campeonato Ecuatoriano Serie A 2014 | Emelec               | 12.   | 2013              |
| Paraguay  | Primera División Apertura 2014      | Libertad             | 17.   | Clausura 2012     |
| Paraguay  | Primera División Clausura 2014      | Libertad             | 18.   | Apertura 2014     |
| Peru      | Torneo Descentralizado 2014         | Sporting Cristal     | 17.   | 2012              |
| Uruguay   | Primera División 2013–14            | Danubio              | 4.    | 2006–07           |
| Venezuela | Primera División 2013–14            | Zamora               | 2.    | 2012–13           |

### UEFA nationer

#### Mænd
| Nation              | Turnering                                    | Mester               | Titel | Sidste sejr |
| ------------------- | -------------------------------------------- | -------------------- | ----- | ----------- |
| Albanien            | Albaniens Superliga 2013-14                  | KF Skënderbeu Korçë  | 5.    | 2012-13     |
| Andorra             | Primera Divisió 2013-14                      | FC Santa Coloma      | 7.    | 2010-11     |
| Armenien            | Armeniens førstedivision i fodbold 2013-14   | Banants              | 1.    | —           |
| Aserbajdsjan        | Premyer Liqası 2013-14                       | Qarabağ              | 2.    | 1993        |
| Belgien             | Pro League 2013-14                           | Anderlecht           | 33.   | 2012-13     |
| Bosnien-Hercegovina | Premijer liga 2013-14                        | Zrinjski             | 3.    | 2008-09     |
| Bulgarien           | A PFG 2013-14                                | Ludogorets           | 3.    | 2012-13     |
| Cypern              | Cyperns førstedivision i fodbold 2013-14     | APOEL F.C.           | 23.   | 2012-13     |
| Danmark             | Superligaen 2013-14                          | AaB                  | 4.    | 2007-08     |
| England             | Premier League 2013-14                       | Manchester City      | 4.    | 2011-12     |
| Frankrig            | Ligue 1 2013-14                              | Paris SG             | 4.    | 2012-13     |
| Georgien            | Umaglesi Liga 2013-14                        | Dinamo Tbilisi       | 15.   | 2012-13     |
| Gibraltar           | Gibraltars Premier Division 2013-14          | Lincoln              | 19.   | 2012-13     |
| Grækenland          | Grækenlands Superleague 2013-14              | Olympiakos           | 41.   | 2012-13     |
| Holland             | Æresdivisionen 2013-14                       | Ajax                 | 33.   | 2012-13     |
| Island              | Pepsideildin 2014                            | Stjarnan             | 1.    | —           |
| Israel              | Ligat ha'Al 2013-14                          | Maccabi Tel Aviv     | 20.   | 2012-13     |
| Italien             | Serie A 2013-14                              | Juventus             | 30.   | 2012-13     |
| Kroatien            | Prva HNL 2013-14                             | Dinamo Zagreb        | 16.   | 2012-13     |
| Luxembourg          | Luxembourgs førstedivision i fodbold 2013-14 | F91 Dudelange        | 11.   | 2011-12     |
| Makedonien          | Prva Liga 2013-14                            | FK Rabotnički        | 4.    | 2007-08     |
| Malta               | Maltesiske Premier League 2013-14            | Valletta             | 23.   | 2011-12     |
| Moldova             | Divizia Națională 2013-14                    | Sheriff Tiraspol     | 13.   | 2012-13     |
| Nordirland          | NIFL Premiership 2013-14                     | Cliftonville         | 5.    | 2012-13     |
| Polen               | Ekstraklasa 2013-14                          | Legia Warszawa       | 10.   | 2012-13     |
| Portugal            | Primeira Liga 2013-14                        | S.L. Benfica         | 33.   | 2009-10     |
| Rumænien            | Liga I 2013-14                               | Steaua Bukarest      | 25.   | 2012-13     |
| Rusland             | Ruslands førstedivision i fodbold 2013-14    | CSKA Moskva          | 12.   | 2012-13     |
| San Marino          | Campionato Sammarinese di Calcio 2013-14     | La Fiorita           | 3.    | 1989-90     |
| Serbien             | Serbiens SuperLiga 2013-14                   | Røde Stjerne Beograd | 26.   | 2006-07     |
| Skotland            | Scottish Premiership 2013-14                 | Celtic F.C           | 45.   | 2012-13     |
| Slovakiet           | Slovakiets Superliga 2013-14                 | ŠK Slovan Bratislava | 8.    | 2012-13     |
| Slovenien           | PrvaLiga 2013-14                             | ŠK Slovan Bratislava | 12.   | 2012-13     |
| Spanien             | La Liga 2013-14                              | Atlético Madrid      | 10.   | 1995-96     |
| Tjekkiet            | Gambrinus Liga 2013-14                       | Sparta Prag          | 36.   | 2009-10     |
| Tyrkiet             | Süper Lig 2013-14                            | Fenerbahçe           | 19.   | 2010-11     |
| Tyskland            | 1. Fußball-Bundesliga 2013-14                | FC Bayern München    | 24.   | 2012-13     |
| Ukraine             | Ukraines førstedivision i fodbold 2013-14    | FC Shakhtar Donetsk  | 9.    | 2012-13     |
| Wales               | Welsh Premier League 2013-14                 | The New Saints       | 8.    | 2012-13     |
| Østrig              | Østrigske Bundesliga 2013-14                 | Red Bull Salzburg    | 8.    | 2011-12     |

1. ↑  2. titel i den moderne serbiske liga; titlerne inkluderer også de 19 fra Jugoslavien og de fem fra Serbien og Montenegro.

#### Kvinder
| Nation         | Turnering                      | Mester              | Titel | Sidste sejr |
| -------------- | ------------------------------ | ------------------- | ----- | ----------- |
| BelgienHolland | BeNe League 2013-14            | FC Twente           | 2.    | 2012-13     |
| Cypern         | Cyperns Førstedivision 2013-14 | Apollon Limassol    | 6.    | 2012-13     |
| Kroatien       | 1. HNLŽ 2013-14                | ŽNK Osijek          | 18.   | 2012-13     |
| Danmark        | Elitedivisionen 2013-14        | Fortuna Hjørring    | 8.    | 2009-10     |
| Rumænien       | Rumænske Superliga 2013-14     | Olimpia Cluj        | 4.    | 2012-13     |
| Spanien        | Primera División 2013-14       | FC Barcelona        | 3.    | 2012-13     |
| Wales          | Welsh Premier League 2013-14   | Cardiff Met. Ladies | 2.    | 2011-12     |

1. ↑  Inkluderer en titel under navnet UWIC Ladies.

## Hjemlige pokalturneringen

### UEFA nationer
| Nation         | Turnering                                    | Mester               | Titel | Sidste sejr |
| -------------- | -------------------------------------------- | -------------------- | ----- | ----------- |
| Armenien       | Armenske Pokalturnering 2013-14              | Pyunik               | 5.    | 2012-13     |
| Belgien        | Belgiske Pokalturnering 2013-14              | Lokeren              | 2.    | 2011-12     |
| Bulgarien      | Bulgarske Pokalturnering 2013-14             | Ludogorets           | 2.    | 2011-12     |
| Danmark        | DBU Pokalen 2013-14                          | AaB                  | 3.    | 1969-70     |
| England/ Wales | FA Cup 2013-14                               | Arsenal              | 11.   | 2004-05     |
| England/ Wales | Football League Cup 2013-14                  | Manchester City      | 3.    | 1975-76     |
| Finland        | Finske Liga Cup 2014                         | SJK                  | 1.    | —           |
| Frankrig       | Coupe de France 2013-14                      | Guingamp             | 2.    | 2008-09     |
| Frankrig       | Coupe de la Ligue 2013-14                    | PSG                  | 4.    | 2007-08     |
| Gibraltar      | Gibraltars Liga Cup 2013-14                  | Lincoln F.C.         | 1.    | —           |
| Grækenland     | Grækenlands Pokalturnering 2013-14           | Panathaikos          | 18.   | 2010        |
| Holland        | KNVB Cup 2013-14                             | PEC Zwolle           | 1.    | —           |
| Hviderusland   | Hviderussiske Pokalturnering 2013-14         | FC Shakhtyor         | 2.    | 2003-04     |
| Island         | Deildabikar 2014                             | FH                   | 6.    | 2009        |
| Israel         | Gvia HaMedina 2013-14                        | Maccabi Netanya F.C. | 1.    | —           |
| Letland        | Virsligas Winter Cup 2014                    | Skonto FC            | 1.    | —           |
| Nordirland     | Northern Ireland Football League Cup 2013-14 | Cliftonville F.C.    | 3.    | 2012–13     |
| Rusland        | Russiske Pokalturnering 2013-14              | FC Rostov            | 1.    | —           |
| Schweiz        | Schweiziske Cup 2013-14                      | Zürich               | 8.    | 2004-05     |
| Skotland       | Skotske Pokalturnering 2013-14               | St. Johnstone        | 1.    | —           |
| Skotland       | Skotske Liga Cup 2013-14                     | Aberdeen F.C.        | 6.    | 1995-96     |
| Spanien        | Copa del Rey 2013-14                         | Real Madrid          | 19.   | 2010-11     |
| Tyrkiet        | Türkiye Kupası 2013-14                       | Galatasaray          | 15.   | 2004-05     |
| Wales          | Welsh League Cup 2013-14                     | Carmarthen Town      | 2.    | 2012-13     |

### AFC nationer
| Nation | Turnering                     | Mester             | Titel | Sidste sejr |
| ------ | ----------------------------- | ------------------ | ----- | ----------- |
| Indien | Indian Federation Cup 2013-14 | Churchill Brothers |       | —           |
| Iran   | Hazfi Cup 2013-14             | Tractor Sazi       | 1.    | —           |

### CONCACAF nationer
| Nation | Turnering             | Mester      | Titel | Sidste sejr |
| ------ | --------------------- | ----------- | ----- | ----------- |
| Mexico | Clausura 2014 Copa MX | Tigres UANL | 3.    | —           |

## Priser
| Pris                                          | Vinder                             | Nation   | Titel | Sidste titel | Note                                                              | Kilde       |
| --------------------------------------------- | ---------------------------------- | -------- | ----- | ------------ | ----------------------------------------------------------------- | ----------- |
| FIFA Ballon d'Or                              | Cristiano Ronaldo                  | Portugal | 3.    | 2013         |                                                                   | [ 2 ]       |
| FIFA Puskás Award                             | James Rodriguez                    | Colombia | 1.    | —            | 1–0 mod Uruguay, Estádio do Maracanã, 28. juni 2014               | [ 3 ]       |
| FIFA Presidential Award                       | Hiroshi Kagawa                     | Japan    | 1.    | —            | Tidligere fodboldspiller og nuværende sportsjournalist fra Japan. | [ 4 ]       |
| FIFA Fair Play Award                          | Frivillige ved FIFA World Cup 2014 |          | 1.    | —            |                                                                   | [ 5 ] [ 6 ] |
| FIFA Verdens Bedste Kvindelige Fodboldspiller | Nadine Keßler                      | Tyskland | 1.    | —            |                                                                   | [ 7 ] [ 2 ] |
| FIFA Verdens Bedste Træner i Herrefodbold     | Joachim Löw                        | Tyskland | 1.    | —            |                                                                   | [ 8 ] [ 2 ] |
| FIFA Verdens Bedste Træner i Kvindefodbold    | Ralf Kellermann                    | Tyskland | 1.    | —            |                                                                   | [ 7 ] [ 2 ] |

### UEFA (Mænd)
| Nation              | Pris                                                | Vinder                 | Klub                   | Titel | Seneste | Nation    | Ref.          |
| ------------------- | --------------------------------------------------- | ---------------------- | ---------------------- | ----- | ------- | --------- | ------------- |
| Albanien            | Årets albanske fodboldspiller 2014                  | Alban Hoxha            | FK Partizani Tirana    | 1.    | —       | —         | [ 9 ]         |
| Andorra             | Årets andorranske fodboldspiller 2014               |                        |                        |       |         |           |               |
| Armenien            | Årets armenske fodboldspiller 2014                  | Henrikh Mkhitaryan     | Borussia Dortmund      | 5.    | 2013    | —         | [ 10 ]        |
| Aserbajdsjan        | Årets aserbajdsjanske fodboldspiller 2014           | Gara Garayev           | FK Qarabağ             | 1.    | —       | —         | [ 11 ]        |
| Belgien             | Gouden Schoen/Soulier d'Or 2014                     | Dennis Praet           | RSC Anderlecht         | 1.    | —       | —         | [ 12 ]        |
| Belgien             | Årets spiller 2014                                  | Thorgan Hazard         | Zulte Waregem          | 1.    | —       | —         | [ 13 ]        |
| Belgien             | Ebbenhouten schoen/Soulier d'ébène 2014             | Michy Batshuayi        | Olympique de Marseille | 1.    | —       | —         | [ 14 ]        |
| Bosnien-Hercegovina | Idol Nacije 2014                                    | —                      | —                      | —     | —       | —         | —             |
| Bulgarien           | Futbolist №1 na Balgariya 2014                      | Vladislav Stojanov     | PFC Ludogorets Razgrad | 1.    | —       | —         | [ 15 ]        |
| Danmark             | Årets fodboldspiller i Danmark 2014                 | Christian Eriksen      | Tottenham              | 2.    | 2013    | —         | [ 16 ]        |
| England             | PFA Players' Player of the Year 2014                | Luis Suarez            | Liverpool              | 1.    | —       | Uruguay   | [ 17 ]        |
| England             | FWA Footballer of the Year 2014                     | Luis Suarez            | Liverpool              | 1.    | —       | Uruguay   | [ 18 ]        |
| England             | Premier League Player of the Season 2014            | Luis Suarez            | Liverpool              | 1.    | —       | Uruguay   | [ 19 ]        |
| Estland             | Årets estiske fodboldspiller 2014                   | Ragnar Klavan          | FC Augsburg            | 2.    | 2012    | —         | [ 20 ]        |
| Færøerne            | Årets færøske fodboldspiller 2014                   | Adeshina Abayoma Lawal | B36 Tórshavn           | 1.    | —       | Nigeria   | [ 21 ]        |
| Finland             | Vuoden jalkapalloilija 2014                         | Roman Eremenko         | CSKA Moskva            | 2.    | 2011    | —         | [ 22 ] [ 23 ] |
| Finland             | IS-tähtikisa 2014                                   | —                      | —                      | —     | —       | —         | —             |
| Frankrig            | Trophées UNFP du football 2014                      | Zlatan Ibrahimović     | Paris SG               | 2.    | 2013    | Sverige   | [ 24 ]        |
| Frankrig            | France Football Årets Spiller 2014                  | Karim Benzema          | Real Madrid            | 3.    | 2012    | —         | [ 25 ]        |
| Georgien            | Årets georgiske fodboldspiller 2014                 | —                      | —                      | —     | —       | —         | —             |
| Grækenland          | Årets spiller i Grækenlands Superleague 2014        | Dimitris Papadopoulos  | Atromitos              | 3.    | 2013    | —         | [ 26 ]        |
| Grækenland          | Årets unge spiller i Grækenlands Superleague 2014   | Dimitris Kolovos       | Panionios              | 1.    | —       | —         | [ 26 ]        |
| Holland             | Årets hollandske fodboldspiller 2014                | Daley Blind            | Ajax                   | 1.    | —       | —         | [ 27 ]        |
| Hviderusland        | Årets hviderussiske fodboldspiller 2014             | Sergey Krivets         | FC Metz                | 1.    | —       | —         | [ 28 ]        |
| Irland              | PFAI Players' Player of the Year 2014               | Christy Fagan          | St Patrick's Athletic  | 1.    | —       | —         | [ 29 ]        |
| Island              | Årets islandske fodboldspiller 2014                 | Gylfi Sigurðsson       | Swansea City           | 4.    | 2013    | —         | [ 30 ]        |
| Israel              | Årets israelske fodboldspiller 2014                 | Eran Zahavi            | Maccabi Tel Aviv       | 1.    | —       | —         | [ 31 ]        |
| Italien             | Migliore calciatore italiano 2014                   | Carlos Tevez           | Juventus F.C.          | 1.    | —       | Argentina | [ 32 ]        |
| Italien             | Migliore calciatore assoluto 2014                   | Andrea Pirlo           | Juventus F.C.          | 3.    | 2013    | —         | [ 33 ]        |
| Kasakhstan          | Қазақстанның ең үздік футболшысы 2014               |                        |                        |       |         |           |               |
| Kroatien            | Nogometaš godine 2014                               |                        |                        |       |         |           |               |
| Kroatien            | Žuta majica Sportskih novosti 2014                  |                        |                        |       |         |           |               |
| Kroatien            | Najbolji nogometaš HNL 2014                         |                        |                        |       |         |           |               |
| Letland             | Årets lettiske fodboldspiller 2014                  |                        |                        |       |         |           |               |
| Liechtenstein       | Fussballer des Jahres 2014                          |                        |                        |       |         |           |               |
| Fodbold i Litauen   | Årets litauiske fodboldspiller 2014                 |                        |                        |       |         |           |               |
| Luxembourg          | Årets luxembourgske fodboldspiller 2014             |                        |                        |       |         |           |               |
| Makedonien          | Årets makedonske fodboldspiller 2014                |                        |                        |       |         |           |               |
| Malta               | Årets maltesiske fodboldspiller 2014                |                        |                        |       |         |           |               |
| Moldova             | Årets moldovanske fodboldspiller 2014               |                        |                        |       |         |           |               |
| Montenegro          | Årets montenegrinske fodboldspiller 2014            |                        |                        |       |         |           |               |
| Nordirland          | NIFWA Årets Spiller 2014                            |                        |                        |       |         |           |               |
| Nordirland          | Ulster Footballer of the Year 2014                  |                        |                        |       |         |           |               |
| Norge               | Årets norske fodboldspiller 2014                    |                        |                        |       |         |           |               |
| Poland              | Årets polske fodboldspiller 2014                    |                        |                        |       |         |           |               |
| Poland              | Årets spiller i Ekstraklasa 2014                    |                        |                        |       |         |           |               |
| Portugal            | Futebolista do Ano em Portugal 2014                 |                        |                        |       |         |           |               |
| Portugal            | Årets spiller i Primeira Liga 2014                  |                        |                        |       |         |           |               |
| Portugal            | A Bola de Ouro 2014                                 |                        |                        |       |         |           |               |
| Rumænien            | Årets rumænske fodboldspiller 2014                  |                        |                        |       |         |           |               |
| Rusland             | Årets fodboldspiller i Rusland (Sport-Express) 2014 |                        |                        |       |         |           |               |
| Rusland             | Årets fodboldspiller i Rusland (Futbol) 2014        |                        |                        |       |         |           |               |
| San Marino          | Pallone di Cristallo 2014                           | Francesco Perrotta     | Folgore                | 1.    | —       | —         | [ 34 ]        |
| Schweiz             | Årets schweiziske fodboldspiller 2014               |                        |                        |       |         |           |               |
| Schweiz             | Årets schweiziske landsholdsspiller 2014            |                        |                        |       |         |           |               |
| Schweiz             | Årets spiller i Swiss Super League 2014             |                        |                        |       |         |           |               |
| Skotland            | PFA Scotland Players' Player of the Year 2014       |                        |                        |       |         |           |               |
| Skotland            | SFWA Footballer of the Year 2014                    |                        |                        |       |         |           |               |
| Serbien             | Srpski fudbaler godine 2014                         |                        |                        |       |         |           |               |
| Slovakiet           | Årets slovakiske fodboldspiller 2014                |                        |                        |       |         |           |               |
| Slovenien           | Årets slovenske fodboldspiller 2014                 |                        |                        |       |         |           |               |
| Spanien             | Mejor Jugardor 2014                                 |                        |                        |       |         |           |               |
| Spanien             | Jugador revelación 2014                             |                        |                        |       |         |           |               |
| Spanien             | Trofeo Alfredo Di Stéfano 2014                      |                        |                        |       |         |           |               |
| Sverige             | Guldbollen 2014                                     |                        |                        |       |         |           |               |
| Tjekkiet            | Fotbalista roku 2014                                |                        |                        |       |         |           |               |
| Tjekkiet            | Zlatý míč 2014                                      |                        |                        |       |         |           |               |
| Tyrkiet             | Årets tyrkiske fodboldspiller 2014                  |                        |                        |       |         |           |               |
| Tyskland            | Fußballer des Jahres 2014                           | Manuel Neuer           | Bayern München         | 2.    | 2011    | —         | [ 35 ]        |
| Ukraine             | Årets ukrainske fodboldspiller 2014                 |                        |                        |       |         |           |               |
| Ungarn              | Årets ungarske fodboldspiller 2014                  |                        |                        |       |         |           |               |
| Wales               | Årets walisiske fodboldspiller 2014                 |                        |                        |       |         |           |               |
| Østrig              | APA-Fußballerwahl 2014                              |                        |                        |       |         |           |               |

## Dødsfald
- 1. januar: Josep Seguer, Spansk landsholdsspiller og træner (født 1923)
- 5. januar: Eusébio, Portugisisk landsholdsspiller (født 1942)[36]
- 5. januar: Mustapha Zitouni, Fransk-algiersk landsholdsspiller (født 1928)
- 13. januar: Bobby Collins, skotsk landsholdsspiller (født 1931)
- 15. januar: Gennadi Matveyev, sovjetisk landsholdsspiller (født 1937)
- 19. januar: Bert Williams, engelsk international goalkeeper (født 1920)
- 25. januar: Milan Ružić, jugoslavisk landsholdsspiller (født 1955)
- 1. februar: Luis Aragonés, spansk landsholdsspiller og træner (født 1938)[37]
- 1. februar: Stefan Bozhkov, bulgarsk landsholdsspiller (født 1923)
- 8. februar: Philippe Mahut, frensk landsholdsspiller (født 1956)
- 10. februar: Gordon Harris, engelsk landsholdsspiller (født 1940)
- 12. februar: Josef Röhrig, tysk landsholdsspiller (født 1925)
- 13. februar: Jimmy Jones, nordirsk landsholdsspiller (født 1928)
- 13. februar: Richard Møller Nielsen, dansk landsholdsspiller og træner (født 1937)[38]
- 14. februar: Tom Finney, engelsk landsholdsspiller (født 1922)[39]
- 19. februar: Antonio Benítez, spansk landsholdsspiller (født 1951)
- 19. februar: Kresten Bjerre, dansk landsholdsspiller og træner (født 1946)[40]
- 25. februar: Mário Coluna, portugisisk landsholdsspiller og træner (født 1935)
- 26. februar: Dezső Novák, ungarsk landsholdsspiller (født 1939)
- 28. februar: Kevon Carter, trinidadsk landsholdsspiller (født 1983)
- 4. marts: László Fekete, ungarsk landsholdsspiller (født 1954)
- 6. marts: Luis Rentería, panamansk landsholdsspiller (født 1988)
- 12. marts: René Llense, fransk landsholdsspiller (født 1913)
- 13. marts: Petar Miloševski, makedonsk landsholdsspiller (født 1973)
- 20. marts:Hilderaldo Bellini, italiensk-brasiliansk landsholdsspiller (født 1930).[41]
- 27. marts: Augustin Deleanu, rumæsnke landsholdsspiller (født 1944)
- 30. marts: Fred Stansfield, walisisk landsholdsspiller (født 1917)
- 8. april: Herbert Schoen, østtysk landsholdsspiller (født 1929)
- 15. april: Claudio Tello, chilensk landsholdsspiller (født 1963)
- 16. april: Aulis Rytkönen, finsk landsholdsspiller (født 1929)
- 24. april: Sandy Jardine, skotsk landsholdsspiller og træner (født 1948)
- 25. april: Francesc "Tito" Vilanova, spansk fodboldtræner og -spiller (født 1968).[42]
- 27. april: Vujadin Boškov, serbisk landsholdsspiller og træner (født 1931)
- 29. april: Tahar Chaïbi, tunesisk landsholdsspiller (født 1946)
- 1. maj: Georg Stollenwerk, tysk landsholdsspiller og -træner (født 1930)
- 8. maj: Henning Elting, dansk landsholdsspiller (født 1925)[43]
- 21. maj: Duncan Cole, new zealandsk landsholdsspiller (født 1958)
- 23. maj: Joel Camargo, brasiliansk landsholdsspiller (født 1946)
- 25. maj: Washington César Santos, brasiliansk landsholdsspiller (født 1960)
- 31. maj: Marinho Chagas, brasiliansk landsholdsspiller (født 1952)
- 2. juni: Gennadi Gusarov, sovjetisk landsholdsspiller (født 1937)
- 13. juni: Gyula Grosics, ungarsk landsholdsspiller og træner (født 1926)
- 3. juli: Volkmar Groß, tysk landsholdsspiller (født 1948)
- 7. juli: Alfredo Di Stéfano, argentinsk-spansk landsholdsspiller og træner (født 1926)
- 14. juli: Vasile Zavoda, rumænsk landsholdsspiller (født 1929)
- 19. juli: Petar Nikezić, jugoslavisk-serbisk landsholdsspiller (født 1950)
- 23. august: Albert Ebossé Bodjongo, camerounesisk landsholdsspiller (født 1989)
- 10. september: Károly Sándor, ungarsk landsholdsspiller (født 1928)
- 17. september: Andriy Husin, ukrainsk landsholdsspiller og træner (født 1972)
- 22. september: Fernando Cabrita, portugisisk landsholdsspiller og træner (født 1923)
- 3. oktober: Jean-Jacques Marcel, fransk landsholdsspiller (født 1931)
- 4. oktober: Fyodor Cherenkov, sovjetisk og russisk landsholdsspiller og træner (født 1959)
- 6. oktober: Feridun Buğeker, tyrkisk landsholdsspiller (født 1933)
- 11. oktober: Carmelo Simeone, argentinsk landsholdsspiller (født 1933)
- 12. oktober: Roberto Telch, argentinsk landsholdsspiller (født 1943)
- 17. oktober: Daisuke Oku, japansk landsholdsspiller (født 1976)
- 23. oktober: André Piters, belgisk landsholdsspiller (født 1931)
- 27. oktober: Leif Skiöld, svensk landsholdsspiller and ice hockey player (født 1935)
- 29. oktober: Klas Ingesson, svensk landsholdsspiller og træner (født 1968)
- 1. november: Gustau Biosca, spansk landsholdsspiller og træner (født 1928)
- 15. november: Valéry Mézague, camerounesisk landsholdsspiller (født 1983)
- 17. november: Ilija Pantelić, serbisk-jugoslavisk landsholdsspiller (født 1942)
- 19. november: Gholam Hossein Mazloumi, iransk landsholdsspiller og træner (født 1950)
- 22. november: Sar Sophea, cambodjansk landsholdsspiller (født 1992)
- 21. december: Åke Johansson, svensk landsholdsspiller (født 1928)
- 27. december: Ron Henry, engelsk landsholdsspiller (født 1934)
- 27. december: Erich Retter; tysk landsholdsspiller (født 1925)
- 28. december: Javier Fragoso, mexicansk landsholdsspiller (født 1942)
- 29. december: Odd Iversen, norsk landsholdsspiller (født 1945)
- 29.. december: Samuel Sentini, honduransk landsholdsspiller (født c. 1948)